# Aichi E11A
Die Aichi E11A (jap. 九八式水上偵察機, kyūhachi-shiki suijō teisatsuki, dt. „Typ-98-Aufklärungswasserflugzeug“, alliierter Codename „Laura“) war ein japanisches Flugboot von 1937.

## Entwicklung
Die E11A wurde am Anfang des Zweiten Weltkrieges hauptsächlich als Nachtaufklärer eingesetzt. Sie erhielt die Marine-Bezeichnung Type 98 und ähnelte stark dem Vorgängertyp 96, der E110A mit dem Codenamen Hank. Die E11A wurde von Kreuzern oder Schlachtschiffen zur Nachtaufklärung eingesetzt. Später wurden die Maschinen für Patrouillen-, Verbindungs- und Transportflüge eingesetzt.
Die E11A war ein Doppeldecker-Flugboot mit Druckpropeller, das von einem 620 PS (455 kW) leistenden 12-Zylinder-V-Motor Aichi 91 Type 22 angetrieben wurde. Es hatte drei Mann als Besatzung. Es wurden nur 17 Maschinen dieses Typs gebaut.

## Technische Daten
| Kenngröße             | Daten                                                            |
| --------------------- | ---------------------------------------------------------------- |
| Besatzung             | 3                                                                |
| Länge                 | 10,71 m                                                          |
| Spannweite            | 14,50 m                                                          |
| Höhe                  | 4,52 m                                                           |
| Flügelfläche          | 46,40 m²                                                         |
| Leermasse             | 1927 kg                                                          |
| max. Startmasse       | 3297 kg                                                          |
| Höchstgeschwindigkeit | 217 km/h                                                         |
| Dienstgipfelhöhe      | 4425 m                                                           |
| Reichweite            | 2063 km                                                          |
| Triebwerke            | ein 12-Zylinder-V-Motor Aichi 91 Type 22 mit 455 kW (ca. 620 PS) |
| Bewaffnung            | ein bewegliches 7,7-mm-MG im Bug                                 |